# アムール＝ゼーヤ平地
アムール＝ゼーヤ平地（Аму́рско-Зе́йская равнина）はロシア極東アムール州のアムール川とゼーヤ川の間の砂泥が沈殿する沼と平原からなる丘陵地形。最大標高904m。カラマツ、マツ及びカバノキの林に覆われる。南部の平原ではケルメスオークの低木林が見られる。